# Casimir Semelaigne
Georges Casimir Semelaigne (Neuilly-sur-Seine, 2 novembre 1853 – Trégastel, 27 agosto 1924) è stato uno schermidore francese.
Partecipò ai Giochi della II Olimpiade di Parigi nella gara di sciabola individuale, dove fu eliminato al primo turno.